# Marius Zwiller
Marius Edmund Zwiller est un nageur français né le 25 septembre 1905 à Colmar et mort le 12 décembre 2000 à Gainesville (Floride).
Il est membre de l'équipe de France aux Jeux olympiques d'été de 1924, prenant part au 200 mètres brasse, où il est éliminé en séries.
Il est champion de France du 200 mètres brasse en 1925.
En club, il a été licencié au CN Nice.